# Richard Speight Jr.
Richard Speight Jr., född 4 september 1970 i Nashville, Tennessee, är en amerikansk skådespelare. Han fick titeln cum laude vid The University of Southern California. Richard är bland annat känd för sin skildring av Sgt. Warren 'Skip' Muck i den prisbelönade serien Band of Brothers.

## Filmografi

### Filmer
- 2011 – Three Blind Saints
- 2011 – AppleBox (kortfilm)
- 2011 – Crave
- 2008 – The Consultants (TV-film)
- 2006 – Adrift
- 2005 – Thank You for Smoking
- 2005 – Love for Rent
- 2002 – Mr. Lucke (röst)
- 2001 – Sam's Circus (TV-film)
- 2000 – Dave's Blind Date (kortfilm)
- 2000 – North Beach
- 2000 – Big Monster on Campus
- 2000 – In God We Trust (kortfilm)
- 1999 – The Last Big Attraction
- 1998 – Sugar: The Fall of the West
- 1997 – Speed 2: Cruise Control
- 1997 – Menno's Mind
- 1996 – Independence Day
- 1995 – Out There (TV-film)
- 1995 – Dead Weekend (TV-film)
- 1995 – Amanda & the Alien
- 1992 – Dockorna
- 1990 – By Dawn's Early Light (TV-film)
- 1988 – Goodbye, Miss 4th of July (TV-film)
- 1987 – Ernest Goes to Camp
- 1984 – Kärleken leder vägen

### TV-serier
- 2011 - Justified (1 avsnitt)
- 2010 - Look: The Series (3 avsnitt)
- 2010 - Memphis Beat (1 avsnitt)
- 2007-2010 - Supernatural (4 avsnitt)
- 2009 - Life (1 avsnitt)
- 2006-2008 - Jericho (20 avsnitt)
- 2005 - Omaka systrar (2 avsnitt)
- 2005 - Into the West (1 avsnitt)
- 2005 - CSI: Miami (1 avsnitt)
- 2005 - Alias (1 avsnitt)
- 2001-2003 - The Agency (35 avsnitt)
- 2001 - Band of Brothers (7 avsnitt)
- 1997 och 1999 - På heder och samvete (2 avsnitt)
- 1998 - Kliniken (1 avsnitt)
- 1997 - Built to Last (1 avsnitt)
- 1996 - Hypernauts (1 avsnitt)
- 1996 - Ensamma hemma (1 avsnitt)
- 1995 - Cityakuten (1 avsnitt)
- 1993 - Running the Halls (13 avsnitt)
- 1990 - Matlock (1 avsnitt)
- 1989 - Freddy's Nightmares (2 avsnitt)
- 1989 - ABC Afterschool Specials (1 avsnitt)

### Röst i TV-spel
- 2005 - Call of Duty 2: Big Red One
- 2005 - Call of Duty 2